# Louis Nguyễn Anh Tuấn
Louis Nguyễn Anh Tuấn (hoặc Luy Nguyễn Anh Tuấn, sinh 1962) là một giám mục Công giáo người Việt, hiện là giám mục chính tòa Giáo phận Hà Tĩnh, trước đó ông là giám mục phụ tá của Tổng giáo phận Thành phố Hồ Chí Minh  và là giám mục hiệu tòa Catrum. Trong Hội đồng Giám mục Việt Nam, ông hiện đảm trách vai trò Phó Tổng Thư ký, nhiệm kỳ 2022–2025. Ông cũng từng là Chủ tịch Uỷ ban Mục vụ Di dân, trực thuộc Hội đồng Giám mục nhiệm kỳ 2019–2022. Khẩu hiệu Giám mục của ông là Này con đây (tiếng Latinh: Hic ego sum).
Giám mục Tuấn sinh tại Quảng Nam – Đà Nẵng trong một gia đình đông con. Sau quá trình học tập và hoàn thành chương trình phổ thông, ông tiếp tục học và tốt nghiệp khoa Toán Tin Đại học Khoa học Tự nhiên Thành phố Hồ Chí Minh. Sau khi đi làm một năm và thực hiện nghĩa vụ quân sự, ông bắt đầu có ý định đi theo con đường tu trì.
Tháng 10 năm 1993, ông nhập học Đại chủng viện Thánh Giuse Sài Gòn và học tại đây cho đến khi truyền chức linh mục tháng 6 năm 1999. Sau khoảng thời gian ngắn 2 năm thực hiện việc mục vụ, ông được cử đi du học Rôma và trở về Việt Nam với văn bằng Tiến sĩ Thần học về Hôn nhân Gia đình.
Trở về Việt Nam năm 2006, linh mục Nguyễn Anh Tuấn dần được bổ nhiệm vào các vị trí chuyên môn về mục vụ gia đình tại giáo phận, giáo tỉnh và trưởng ban Mục vụ gia đình thuộc Hội đồng Giám mục Việt Nam năm 2009. Năm 2014, ông trở thành Chánh văn phòng Hội đồng Giám mục Việt Nam.
Tòa Thánh loan báo tin bổ nhiệm linh mục Louis Nguyễn Anh Tuấn làm giám mục phụ tá Tổng giáo phận Thành phố Hồ Chí Minh cuối tháng 8 năm 2017 và lễ tấn phong cho ông được cử hành sau đó vào giữa tháng 10 cùng năm. Hiện nay, ông góp mặt trong nhiều video ngắn bàn luận về các khía cảnh khác nhau thuộc chủ đề hôn nhân gia đình, đăng tải trên kênh truyền thông Youtube của Tổng giáo phận.

## Thân thế và học vấn
Giám mục Nguyễn Anh Tuấn sinh ngày 26 tháng 12 năm 1962 tại thị xã Đà Nẵng, thuộc khu vực Nhà thờ chính tòa Đà Nẵng, địa giới hành chính thuộc tỉnh Quảng Nam - Đà Nẵng (nay là phường Hải Châu 1, quận Hải Châu, thành phố Đà Nẵng), nguyên quán thuộc giáo họ An Hòa, giáo xứ Gia Phổ (nay thuộc thị trấn Hương Khê, huyện Hương Khê, tỉnh Hà Tĩnh), thuộc Giáo phận Hà Tĩnh. Theo tư liệu từ Tòa Thánh, ông sinh ngày 6 tháng 4 năm 1960, với tên rửa tội Louis là theo vua Louis IX của Pháp. Trong gia đình, ông là người con thứ sáu trong số chín anh chị em gồm năm nam và bốn nữ (trong đó có hai người anh đã qua đời). Trước năm 1975, các anh chị em, bao gồm cậu Tuấn vào Sài Gòn học hành và lập nghiệp, và kể từ tháng 4 năm 1975, gia đình đoàn tụ và sinh sống tại khu vực giáo xứ Tân Định, Tổng giáo phận Sài Gòn.
Thân phụ ông là ông Giuse Nguyễn Văn Thị (1920 - 2001), nguyên quán thuộc giáo họ An Hòa, giáo xứ Gia Phổ, Hà Tĩnh, thân mẫu ông là bà Têrêsa Nguyễn Thị Hiếu, sinh năm 1929, nguyên quán tại Huế và gia đình di cư vào Đà Nẵng. Hai ông bà buôn bán tại Đà Nẵng trước năm 1975. Thân phụ ông rời Hà Tĩnh năm 1943 để theo đuổi con đường học vấn, vào miền Trung và kết hôn năm 1949 tại Nhà thờ chính tòa Đà Nẵng. Hiện gia đình ông đang sinh sống tại khu vực giáo xứ Thánh Gia (tách ra từ giáo xứ Tân Định), giáo hạt Tân Định, Tổng giáo phận Thành phố Hồ Chí Minh.
Năm 1969, cậu bé Tuấn được gia đình đưa vào sinh sống và học tập tại Thành phố Sài Gòn. Thời niên thiếu theo học tại các trường Thánh Tâm (ở Đà Nẵng), Lasan Mossard (Thủ Đức), Lasan Taberd Sài Gòn, Trần Quốc Tuấn (còn gọi là La San Đức Minh) trong khoảng thời gian từ năm 1969 đến năm 1979. Cả gia đình ông sau đó đoàn tụ, sống tại khu vực giáo xứ Tân Định, Tổng giáo phận Sài Gòn. Sau giai đoạn học phổ thông, Nguyễn Anh Tuấn vào Đại học Tổng hợp Thành phố Hồ Chí Minh (nay là Đại học Khoa học Tự nhiên) Khoa Toán - Tin học, tốt nghiệp Cử nhân Toán - Tin học (1979 – 1984). Sau khi tốt nghiệp, ông làm nhân viên điện toán trong vòng một năm tại Trung tâm Điện Toán Tổng Cục Bưu điện Sài Gòn, rồi được đi thi hành nghĩa vụ quân sự từ tháng 8 năm 1985. Ông được cử đi chiến trường Pnom Penh, Campuchia và sống sót trở về Việt Nam. Ông về Thành phố Hồ Chí Minh tháng 7 năm 1987. Sau khi trở về từ chiến trường, Nguyễn Anh Tuấn làm kỹ sư Tin học cho Công ty Du lịch Sài Gòn trong quá trình tìm hiểu việc tu trì. Nơi làm việc thực của kỹ sư Tuấn là Khách sạn Majestic Saigon.

## Tu tập và linh mục
Sau khi hoàn tất nghĩa vụ vào tháng 7 năm 1987, chàng thanh niên Nguyễn Anh Tuấn mới thoáng thấy ý định tu tập. Ông cho rằng việc mình trở về khỏe mạnh và việc chứng kiến các đồng đội hy sinh tại bệnh viện K đã góp phần thúc đẩy ước muốn tu trì của ông. Ông tìm việc và trở thành kỹ sư lập trình ở khách sạn Majestic Saigon. Thời gian này, ông cảm thấy có ý định tu trì thôi thúc. Sau bài giảng của linh mục Huỳnh Công Minh về tu trì và thông báo Đại chủng viện mở lớp mới, ông đã đăng ký nhập học Đại chủng viện. Trong thời gian sáu năm dự tu (1987-1993), ông tiếp tục công việc làm cũng như giảng dạy Tin học. Từ tháng 10 năm 1993 đến tháng 6 năm 1999, ông học tại Đại chủng viện Thánh Giuse Sài Gòn. Thời gian là chủng sinh, ông đã được cử đến hỗ trợ mục vụ trong các tháng hè tại các giáo xứ thuộc Tổng giáo phận: Chí Hòa, An Phú, Gò Vấp, Gia Định và Phanxicô Xaviê. Ngày 19 tháng 3 năm 1999, ông thụ chức phó tế.
Ông được thụ phong linh mục vào ngày 30 tháng 6 năm 1999 thuộc Tổng giáo phận Thành phố Hồ Chí Minh. Châm ngôn đời linh mục của ông là: “Miễn sao Đức Kitô được rao giảng”  (Pl 1,18). Giai đoạn 1999 – 2001, ông là linh mục phụ tá giáo xứ Phú Nhuận (TP.HCM), trợ giảng môn sinh ngữ tại Đại chủng viện Thánh Giuse Sài Gòn.
Sau hai năm làm linh mục, Tổng giám mục Gioan Baotixita Phạm Minh Mẫn cử linh mục Nguyễn Anh Tuấn đi học về chủ đề Gia đình tại Học viện Gia đình Gioan Phaolô II (Đại học Lateranensis, Roma), tốt nghiệp Tiến sĩ Thần học chuyên biệt về Hôn nhân Gia đình (2001 – 2006) và năm 2006 học thêm đào tạo ơn gọi tại Đại học Gregoriana, Roma. Trong giai đoạn này, ông có cơ hội tiếp xúc với các giáo sĩ cao cấp của Giáo hội Công giáo thuộc nhiều màu da, chủng tộc khác nhau. Nhắc về thời kỳ này, giám mục Tuấn cho rằng mình đã có những kinh nghiệm quý giá.
Sau khi về Việt Nam, từ 2006 đến 2014, linh mục Nguyễn Anh Tuấn đảm nhận vai trò giáo sư các môn liên quan đến mục vụ gia đình tại Trung tâm Mục vụ Tổng giáo phận Thành phố Hồ Chí Minh. Trong khoảng thời gian này, vấn đề mục vụ gia đình là công việc song hành và thường xuyên của linh mục Nguyễn Anh Tuấn. Ông cho biết hầu như không có tháng nào ông không có đồng hành cá nhân với những người gặp khó khăn trong đời sống hôn nhân gia đình và các cộng đoàn nhỏ.
Đồng thời từ 2007, ông giữ thêm các chức như: giám đốc Nhà Huấn luyện Tiền chủng viện Thánh Phaolô Nguyễn Văn Lộc (Năm Dự bị Đại chủng viện) của tổng giáo phận và đảm nhận vai trò này đến năm 2013; Trưởng ban Mục Vụ Gia đình Tổng giáo phận (từ ngày 7 tháng 7 năm 2007). Sau đó, ông được chọn làm Thư ký Ủy ban Mục Vụ Gia đình trực thuộc Hội đồng Giám mục Việt Nam; Thư ký Hội đồng Giám mục Việt Nam cho Giáo tỉnh Sài Gòn từ năm 2009 và từ năm 2014 là Chánh Văn phòng Hội đồng Giám mục Việt Nam. Ông là một trong số bảy đại biểu Việt Nam tham dự Hội thảo do Văn phòng Giáo dục và Đào tạo Đức tin (OEFF) thuộc Liên Hội đồng Giám mục Á châu năm 2009 tổ chức vào tháng 10 năm 2009 tại Trung tâm Mục vụ Tổng giáo phận Thành phố Hồ Chí Minh.

## Giám mục
Ngày 25 tháng 8 năm 2017, Giáo hoàng Phanxicô bổ nhiệm linh mục Louis Nguyễn Anh Tuấn làm giám mục phụ tá Tổng giáo phận Thành phố Hồ Chí Minh. Ông trở thành giám mục phụ tá thứ hai của Tổng giáo phận này dưới thời Tổng giám mục Phaolo Bùi Văn Đọc. Tổng giáo phận Thành phố chính thức viết thông báo đến giáo dân tin bổ nhiệm này ngay trong ngày 25 tháng 8, do linh mục Tổng đại diện Inhaxiô Hồ Văn Xuân ấn ký. Trong bản tin cùng ngày, Toà Thánh cũng loan tin bổ nhiệm giám mục phụ tá giáo phận Long Xuyên Giuse Trần Văn Toản làm giám mục phó giáo phận này.
Giám mục Nguyễn Anh Tuấn được biết trước tin này không lâu, và cho biết mình ngỡ màng, vui mừng, hãnh diện và lo âu khi tin tức bổ nhiệm chính thức được công bố. Trong cuộc phỏng vấn dành cho báo Công giáo và Dân tộc, khi nói về khó khăn trong vai trò giám mục khi tân giám mục Nguyễn Anh Tuấn chưa từng đảm nhận vai trò linh mục chính xứ trong thời gian làm linh mục, ông cho rằng kinh nghiệm về mục vụ gia đình sẽ giúp đỡ ông. Nói về khó khăn của những gia đình Công giáo, tân giám mục cho rằng đó là sự thế tục hóa và chủ nghĩa tương đối đã loại Thiên Chúa ra khỏi đời sống khỏi cuộc sống con người. Nói về vấn đề quan tâm đến chủ đề mục vụ gia đình trong giai đoạn khi đã trở thành giám mục, giám mục Nguyễn Anh Tuấn cho biết ông vẫn quan tâm hàng đầu đến lĩnh vực này, nhưng với tầm nhìn xa hơn phạm vi giáo phận mà là phạm vi toàn thể giáo hội Công giáo tại Việt Nam.
Khẩu hiệu giám mục Nguyễn Anh Tuấn chọn chọn là: "Này con đây" (Hic ergo sum) (Isaia 6, 8). Hình ảnh huy hiệu được ông giải nghĩa đơn giản: thánh giá tượng trưng cho Sự phục sinh của Giêsu, màu xanh da trời tượng trưng cho Đức Mẹ Hòa Bình, hình ảnh hai trái tim đại diện cho tình yêu đới với các gia đình, trong khi hình ảnh các nhánh lúa đại diện tình yêu của người độc thân thánh hiến. Ngoài ra, màu xanh lá mạ đại diện cho việc lữ hành đường Hy vọng.
Tối ngày 8 tháng 10 năm 2017, lễ tuyên thệ trung thành của tân giám mục được cử hành. Cùng tham dự chính có Giám mục phụ tá Giuse Đỗ Mạnh Hùng và Linh mục Inhaxiô Hồ Văn Xuân – Tổng đại diện. Lễ truyền chức giám mục được cử hành vào sáng ngày 14 tháng 10 năm 2017 tại Trung tâm Mục vụ Tổng giáo phận Thành phố Hồ Chí Minh. Chủ sự nghi thức truyền chức là Tổng giám mục Tổng giáo phận Thành phố Hồ Chí Minh Phaolô Bùi Văn Đọc, hai vị phụ phong gồm giám mục giáo phận Mỹ Tho Phêrô Nguyễn Văn Khảm và giám mục giáo phận Đà Nẵng Giuse Đặng Đức Ngân. Tham gia và đồng tế lễ truyền chức ngoài chủ tế là Tổng giám mục Đọc, còn có 2 Hồng y, 36 Giám mục và trên 300 linh mục, 4.000 người bao gồm gồm Tu sĩ và Giáo dân. Báo Công giáo và Dân tộc ước tính tổng cộng có 5.000 người tham gia buổi lễ này. Nêu lý do việc cử hành lễ vào buổi sáng, giám mục Tuấn cho biết ông quan niệm Lúc bình minh một ngày là thời điểm mát mẻ và khô tạnh, tâm hồn an tĩnh thuận lợi cho cầu nguyện tạ ơn.
Sau nghi lễ tấn phong, giám mục Nguyễn Anh Tuấn cử hành lễ tạ ơn của mình tại ba nhà thờ khác nhau: Nhà thờ Đức Bà Sài Gòn vào chiều ngày 15 tháng 10, nhà thờ Tân Định vào chiều ngày 16 và chiều ngày 17 tháng 10 tại Nhà thờ chính tòa Đà Nẵng. Sau đó, ông cử hành lễ tạ ơn với các linh mục đồng khoá (khoá 3 Đại chủng viện Thánh Giuse Sài Gòn) tại Phòng nguyện Nhà hành hương Tổng giáo phận Sài Gòn tại Bãi Dâu, Vũng Tàu vào sáng ngày 19 tháng 10 nằm 2017. Ngày 23 tháng 10, ông chủ sự lễ mừng bổn mạng Trung tâm Mục vụ Tổng giáo phận Thành phố Hồ Chí Minh. Tại buổi nói chuyện này, ông chia sẻ về con đường tu trì của mình, mục vụ gia đình và những lo lắng về đời sống đạo trong thời đại ngày nay.
Các giám mục Việt Nam từ 27 giáo phận họp Đại hội XIV Hội đồng Giám mục Việt Nam tại trung tâm Mục vụ Giáo phận Hải Phòng vào cuối tháng 9 và đầu tháng 10 năm 2019. Trong khuôn khổ đại hội, các giám mục đã sắp xếp và bầu chọn nhân sự trong hội đồng. Kết quả, các giám mục chọn Giám mục Nguyễn Anh Tuấn đảm trách vai trò Chủ tịch Uỷ ban Mục vụ Di dân thuộc Hội đồng Giám mục trong nhiệm kỳ 2019 - 2022.
Trên cương vị Chủ tịch Uỷ ban Mục vụ Di dân, Giám mục Nguyễn Anh Tuấn ấn ký thư mục vụ gửi cho những di dân trong bối cảnh dịch bệnh Covid-19 ngày 11 tháng 4 năm 2020. Đầu thư, Giám mục Tuấn nêu lên thực trạng số người nhiễm bệnh và tử vong qua những số liệu, những hoạt động đóng góp, hỗ trợ người khó khăn trong tình hình dịch bệnh trong và ngoài Việt Nam. Giám mục Tuấn đánh giá những hoạt động thiện nguyện trên là đáng quý và cần lan toả, tuy vậy ông cho rằng cần quan tâm đến những người di dân trong bối cảnh dịch bệnh, vì sự thiếu thốn và khó khăn, họ có thể sẽ đánh mất sự lương thiện. Vì nhận định này, Giám mục Tuấn đại diện ủy ban nêu một số đề nghị: các linh mục phụ trách di dần cần quan tâm đến các giáo dân từ giáo phận đang kiếm sống ngoài giáo phận, liên hệ với các tổ chức Caritas giáo phận để hỗ trợ họ; các linh mục và tu sĩ ở ngoài Việt Nam tìm kiếm các người cần hỗ trợ và tận dụng nguồn tài trợ từ các tổ chức xã hội; giáo dân quan tâm và đóng góp hỗ trợ.

## Giám quản tông tòa Giáo phận Hà Tĩnh
Ngày 19 tháng 3 năm 2021, Văn phòng Báo chí Tòa Thánh công bố tin việc Giáo hoàng chấp thuận đơn từ nhiệm của Giám mục Phaolô Nguyễn Thái Hợp, Giám mục chính tòa Giáo phận Hà Tĩnh. Cùng ngày, Tổng giám mục Đại diện không thường trú của Tòa Thánh tại Việt Nam Marek Zalewski thông báo bổ nhiệm Giám mục Nguyễn Anh Tuấn đảm nhận vai trò Giám quản Tông Tòa Giáo phận Hà Tĩnh trống tòa và theo ý Toà Thánh. Phái đoàn Giáo phận Hà Tĩnh đã đến chào thăm tân Giám quản giáo phận ngày 22 tháng 3. Đón tiếp phái đoàn, ngoài giám mục Louis Tuấn còn có Tổng giám mục Giuse Nguyễn Năng. Trong cuộc gặp mặt, Giám mục Tuấn cho biết ông dự định cử hành lễ nhận sứ vụ vào ngày 29 tháng 4 năm 2021, nhưng sẽ liên lạc với nguyên giám mục Hà Tĩnh Phaolô Nguyễn Thái Hợp để có chương trình cụ thể hơn. Nói về vấn đề bổ nhiệm, Tổng giám mục Năng cho biết việc tìm nhân sự cho các giáo phận cũng là một vấn đề lớn ở Việt Nam, do đó Tòa Thánh bổ nhiệm tạm thời Giám mục Tuấn làm Giám quản cho giáo phận Hà Tĩnh.
Trước ngày chính thức công bố khoảng 10 ngày, Giám mục Tuấn đã được thông báo riêng về ý định của Tòa Thánh, và được yêu cầu xác nhận rằng có đồng thuận hay không. Ông thừa nhận có sự ngỡ ngàng và ngập ngừng đôi chút trước khi xác nhận đồng thuận. Dù vẫn giữ chức Giám mục phụ tá Tổng giáo phận Thành phố Hồ Chí Minh, nhưng trên thực tế, Tòa Thánh yêu cầu ông sinh hoạt mục vụ cách thường trực tại Hà Tĩnh. Giám mục Tuấn cho rằng sứ vụ ông hiện đảm nhận là nặng nề hơn vai trò giám mục phụ tá, đồng thời bày tỏ sự lo lắng trước những ý kiến cho rằng sẽ có khó khăn cho ông khi đảm nhận sứ vụ tại vùng đất Hà Tĩnh và Quảng Bình (thuộc giáo phận Hà Tĩnh). Trong lễ nhận giáo phận, Giám mục Tuấn thừa nhận ông ngỡ ngàng trước tin bổ nhiệm vì trước đó đã có tin đồn khác (về việc bổ nhiệm ông).
Các nghi thức nhận chức vụ, gồm tuyên xưng đức tin và tuyên thệ trung thành và lễ nhận sứ vụ lần lượt diễn ra vào ngày 28 và 29 tháng 4 năm 2021.
Trong kỳ Đại hội Hội đồng Giám mục Việt Nam XV từ ngày 3 đến ngày 7 tháng 10 năm 2022 tại Hà Nội, các giám mục Việt Nam bầu chọn Giám mục Nguyễn Anh Tuấn làm Phó Tổng thư ký Hội đồng Giám mục Việt Nam nhiệm kỳ 2022–2025.
Trong thời gian làm Giám quản Tông Tòa, Giám mục Nguyễn Anh Tuấn đã đến thăm tất cả các giáo xứ và hầu hết các giáo họ và giáo điểm thuộc giáo phận Hà Tĩnh. Ông được ghi nhận quan tâm đến đời sống đạo của tín hữu, về đời sống gia đình và sinh hoạt các hội đoàn Công giáo. Ông cùng linh mục đoàn lập ra các kế hoạch phát triển giáo phận. Trong thời gian Giám mục Tuấn làm giám quản, chính quyền đã cung cấp 55.000 mét vuông đất để làm Tòa giám mục Hà Tĩnh vào ngày 9 tháng 1 năm 2023. Việc giao đất tại thực địa diễn ra vào ngày 7 tháng 2 năm 2023. Ngày 13 tháng 2 cùng năm Giám mục Giám quản Nguyễn Anh Tuấn đã cử hành nghi thức cầu nguyện trước khi khởi công công trình Tòa giám mục.

## Giám mục chính tòa Giáo phận Hà Tĩnh
Ngày 25 tháng 3 năm 2023, Tổng giám mục Marek Zalewski, Sứ thần Toà Thánh tại Singapore kiêm Đại diện Toà Thánh không thường trú tại Việt Nam thông báo Giáo hoàng Phanxicô đã bổ nhiệm Giám mục Louis Nguyễn Anh Tuấn, hiện nay là Giám mục phụ tá (hiệu tòa Catrum) Tổng Giáo phận thành phố Hồ Chí Minh, Giám quản Tông tòa Giáo phận Hà Tĩnh, làm Giám mục chính tòa Giáo phận Hà Tĩnh. Cùng trong đợt bổ nhiệm này có linh mục Phêrô Kiều Công Tùng làm Giám mục chính tòa Giáo phận Phát Diệm và linh mục Phêrô Lê Tấn Lợi làm Giám mục phó Giáo phận Cần Thơ. Theo thông cáo của Tòa giám mục Hà Tĩnh vào cuối tháng 3, lễ nhậm sứ vụ mới được cử hành vào ngày 22 tháng 4 năm 2023 tại Nhà thờ chính tòa Văn Hạnh. Trước đó, vào chiều ngày 21 tháng 4, nghi thức tuyên xưng Đức Tin và tuyên thệ trung thành, với sự tham dự và chứng kiến của Đại diện Tòa Thánh Zalewski và các giám mục thuộc Hội đồng Giám mục Việt Nam được cử hành tại Nhà nguyện Tòa giám mục Hà Tĩnh.
Giám mục Nguyễn Anh Tuấn là một trong hai nghị phụ (người còn lại là Giám mục Giuse Đỗ Mạnh Hùng) đại diện cho Giáo hội tại Việt Nam tham dự Thượng Hội đồng Giám mục lần thứ 16 về Tính Hiệp hành (Đồng nghị) vào tháng 10 năm 2023.

## Nhận định
Phát biểu nhằm mục đích đón nhận tân giám mục Nguyễn Anh Tuấn vào hàng ngũ các giám mục Việt Nam, Tổng giám mục Giuse Nguyễn Chí Linh phát biểu:
| “ | Đức cha Louis luôn tâm đắc và đeo đuổi mục vụ gia đình. Có lẽ vì thế mà bề trên đã trao cho ngài làm trưởng ban mục vụ gia đình của Tổng Giáo phận, Tổng thư ký Ủy ban mục vụ gia đình trực thuộc Hội đồng Giám mục Việt Nam, và bây giờ ngài lại chọn cho đời Giám mục theo hướng được diễn tả trong huy hiệu Hic ego sum, với hình ảnh tượng trưng cho tình yêu đối với các gia đình. | ” |

## Tông truyền
Giám mục Louis Nguyễn Anh Tuấn được tấn phong giám mục năm 2017, thời Giáo hoàng Phanxicô, bởi:
- Giám mục chủ phong: Tổng giám mục Tổng giáo phận Thành phố Hồ Chí Minh Phaolô Bùi Văn Đọc.
- Hai giám mục phụ phong:
  - Giuse Đặng Đức Ngân, Giám mục chính tòa Giáo phận Đà Nẵng.
  - Phêrô Nguyễn Văn Khảm, Giám mục chính tòa Giáo phận Mỹ Tho, Tổng Thư kí Hội đồng Giám mục Việt Nam.

Giám mục Louis Nguyễn Anh Tuấn là Giám mục phụ phong trong nghi thức truyền chức giám mục cho:
- Năm 2023, Giuse Bùi Công Trác, hiện đang là giám mục phụ tá Tổng giáo phận Thành phố Hồ Chí Minh.
- Năm 2023, Phêrô Kiều Công Tùng, hiện đang là Giám mục Chính tòa Giáo phận Phát Diệm.

Dưới đây là sơ đồ tính Tông truyền từ giám mục Việt Nam đầu tiên được giám mục ngoại quốc chủ phong cho đến đời Giám mục Nguyễn Anh Tuấn.